# 탈라사 (위성)
탈라사(Thalassa)는 해왕성의 위성이며 나이아드에 이어 해왕성에서 두 번째로 가까운 위성이다. 그리스 신화에 나오는 바다의 여신 탈라사의 이름을 땄다. 탈라사는 고대 그리스어로 '바다'를 뜻하는 말이기도 하다. 다른 이름으로 해왕성 IV(Neptune IV)라고도 한다.

## 발견
탈라사는 보이저 2호가 찍은 사진들 속에서 1989년 9월 중순 이전의 어느 시점에 발견되었다. S/1989 N 5라는 임시 이름이 붙었다. 이 발견은 1989년 9월 29일에 발표되었고(IAUC 4867) "11일에 걸쳐 촬영된 사진 25장"이 언급된 데서 발견 시점이 9월 18일 이전임을 알 수 있다. 탈라사라는 이름은 1991년 9월 16일에 지정되었다.

## 물리적 특성
탈라사는 불규칙한 모양이다. 탈라사는 트리톤이 해왕성에 포획된 뒤 트리톤의 중력 섭동에 의해 부서진 해왕성의 원래 위성들의 파편이 뭉쳐 만들어졌을 가능성이 크다. 불규칙한 천체로서는 드물게 탈라사는 대략 원반 모양을 하고 있다.

## 궤도

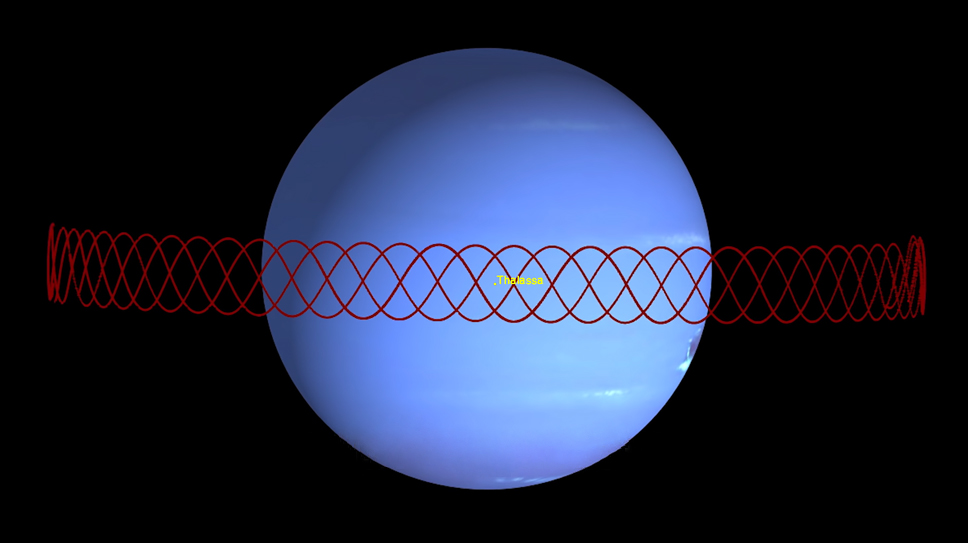
탈라사(가운데 노란 점)를 기준으로 바라본 나이아드의 공전 궤도

탈라사는 해왕성에 가장 가까운 위성인 나이아드와 69:73 비율의 궤도 공명을 이룬다.